# Irish League 1920-1921
L'Irish League 1920-1921 è stata la 27ª edizione della prima divisione del campionato nordirlandese di calcio. Il torneo era formato da cinque squadre e il Glentoran vinse il titolo. Non vi furono retrocessioni.

## Classifica finale
| Pos. | Squadra      | G | V | N | P | GF | GS | Punti |
| ---- | ------------ | - | - | - | - | -- | -- | ----- |
| 1    | Glentoran    | 8 | 7 | 0 | 1 | 20 | 6  | 14    |
| 2    | Glenavon     | 8 | 5 | 2 | 1 | 14 | 8  | 12    |
| 3    | Linfield     | 8 | 3 | 3 | 2 | 8  | 6  | 9     |
| 4    | Cliftonville | 8 | 1 | 1 | 6 | 5  | 15 | 3     |
| 5    | Distillery   | 8 | 1 | 0 | 7 | 7  | 19 | 2     |

G = Partite giocate; V = Vittorie; N = Nulle/Pareggi; P = Perse; GF = Goal fatti; GS = Goal subiti; 